# SDSS J102915+172927
SDSS J102915+172927，或稱為卡福星（英語：Caffau's star），是一顆位於銀河系暈的第二星族星，在天球上位於獅子座。

## 恆星性質
SDSS J102915+172927年齡約130億年，是銀河系中已知最古老恆星之一。並且它在發現後也是已知恆星中金屬量最低者之一。SDSS J102915+172927的質量低於太陽的0.8倍，並且缺少碳、氮、氧，甚至完全不含鋰。因為碳和氧與星際物質的精細結構冷卻有關，而這是低質量恆星形成關鍵，所以該恆星的形成有些不尋常。有天文學家提出根據理論和觀測證據，星際物質中低質量恆星能形成的金屬量大約在1.5×10−8和1.5×10−6之間，而SDSS J102915+172927的金屬量低於6.9×10−7。根據拉菲拉·施奈德（Raffaella Schneider）等人研究，早期宇宙中貧金屬恆星的形成機制較可能是塵埃冷卻，而非 CII 和 OI 的精細結構線冷卻。缺乏鋰意味著該恆星形成時宇宙溫度至少是 2×106 K。
伊麗莎白·卡福（Elisabetta Caffau）等人投稿至期刊《自然》，於2013年9月出版的論文首次對SDSS J102915+172927進行描述。卡福在發現該恆星前10年就開始對極貧金屬恆星進行研究。而該恆星是以自動化程式分析史隆數位巡天的觀測資料後確認的，之後天文學家使用位於智利的甚大望远镜搭載的儀器 X-shooter 和 UVES 對它進行觀測。卡福和她的團隊預測未來可使用望遠鏡找到5到50顆類似恆星。